# 斯列德尼島 (克拉斯諾夫洛特斯基埃群島)
斯列德尼島是俄羅斯的島嶼，屬於北地群島的一部分，位於十月革命島以南22公里的喀拉海，由克拉斯諾亞爾斯克邊疆區負責管轄，長2.25公里、寬1.4公里，最高點海拔高度26米，島上無人居住。